# Klemens (biskup kijowski)
Klemens z Wydawy (zm. 13 czerwca 1473) – duchowny rzymskokatolicki. W 1449 mianowany ordynariuszem kijowskim dzięki poparciu króla Kazimierza Jagiellończyka, rozwijał życie religijne diecezji.